# SG Düren 99
Die SG Düren 99 (offiziell: Sportgemeinschaft Düren von 1899 e. V.) war ein Sportverein in Düren, Nordrhein-Westfalen. Der Verein wurde am 8. August 1935 durch eine Fusion aus den Vorgängervereinen FC Germania Düren und Dürener Sportclub 03 gegründet. Düren 99 trug seine Spiele auf der Westkampfbahn aus. Die Vereinsfarben waren die Stadtfarben von Düren, Schwarz und Rot.

## Geschichte
Am 1. Juli 1899 wurde mit dem FC Germania Düren der älteste Stammverein gegründet, der sich am 18. Januar 1913 in SC Germania Düren umbenannte. Grund hierfür waren Erfolge in anderen Sportarten. Zwischenzeitlich gründeten sich im Jahre 1903 der Dürener FC 03 sowie im Jahre 1912 der Dürener SC. Diese beiden Vereine fusionierten am 17. Dezember 1924 zum Dürener Sportclub 03. Am 8. August 1935 kam es dann zur Fusion des SC Germania mit dem Sportclub zur SG Düren 99. Die SG Düren 99 bot eine Vielzahl von Sportarten an. Neben Fußball waren das z. B. Leichtathletik, Poolbillard, Tennis, Gymnastik, Segeln und American Football.
Am 29. Juni 2001 fusionierte die SG Düren 99 mit dem Verein Schwarz-Weiß Düren zum neuen Verein SG Schwarz-Weiß Düren 99. Jedoch wurde die Fusion nach wenigen Jahren wieder rückgängig gemacht und beide Vereine erhielten 2007 ihre Selbstständigkeit zurück. Am 1. April 2011 erfolgte dann die Fusion der SG Düren 99 mit dem GFC Düren 09 zur Sportgemeinschaft Gürzenicher-Fußballclub Düren 1899 (kurz: SG GFC Düren 99). Dessen Fußballabteilung trat mit Wirkung zum 15. Juni 2018 dem 1. FC Düren bei.

## Fußball

### Geschichte
Dem Vorgängerverein Dürener FC 03 gewann in der Saison 1909/10 die Meisterschaft in der Staffel Rheinbezirk Süd. In der anschließenden Meisterschaft des Westdeutschen Spiel-Verbandes gewannen die Dürener zunächst im Viertelfinale mit 4:2 gegen Union Düsseldorf, bevor die Mannschaft im Halbfinale gegen den Casseler FV 95 mit 1:3 unterlag und ausschied. In den weiteren 1910er und 1920er Jahren standen die Vorläufervereine der SG Düren 99 sportlich im Schatten des Lokalrivalen Jugend Düren. Lediglich 1927 wurde der Dürener SC 03 Vizemeister der Staffel 1 im Rheinischen Südkreis. Als im Jahre 1933 die Gauliga Mittelrhein eingeführt wurde, war kein Dürener Verein dabei. Erst 1939 gelang der SG Düren 99 der Aufstieg in die höchste Spielklasse, wobei in der Aufstiegsrunde der besseren Torquotienten gegenüber dem Bonner FV den Ausschlag für die 99er gab. Der Zweite Weltkrieg sorgte dafür, dass die Gauliga Mittelrhein 1941 in die Gauligen Köln-Aachen und Moselland aufgespalten wurde. Hier wurden die Dürener in der Saison 1943/44 Vizemeister hinter der Kriegsspielgemeinschaft der Kölner Vereine VfL 1899 und SpVgg Sülz.
Nach Kriegsende gewannen die Dürener die Mittelrheinmeisterschaft. Die Endrunde der sechs Kreismeister beendeten die 99er punktgleich mit dem SSV Troisdorf 05. Beim Stand von 2:2 in der Verlängerung brachen die Troisdorfer das Spiel ab und Düren wurde zum Meister erklärt. 1950 wurden die Dürener erneut Mittelrheinmeister und wurden bei der folgenden Westdeutschen Amateurmeisterschaft Vizemeister hinter dem TSV Detmold. Dennoch stiegen die Dürener in die zweitklassige II. Division West auf. Dort errang die Mannschaft in der Saison 1951/52 mit Rang sieben in Gruppe 2 die beste Platzierung. Gleichzeitig qualifizierten sich die 99er für die eingleisige II. Division West, die im allgemeinen Sprachgebrauch 2. Liga West oder auch 2. Oberliga West hieß. Während der Saison debütierte Georg Stollenwerk in der deutschen Nationalmannschaft, verließ aber Düren 1953 in Richtung 1. FC Köln. Sportlich kamen die 99er in der nun eingleisigen II. Division nur selten über den Abstiegskampf hinaus. Die Dürener qualifizierten sich in der Saison 1954/55 erstmals für den DFB-Pokal, wo der Verein am 15. August 1954 gegen den 1. FC Kaiserslautern mit 2:5 verlor. 1958 stellten die Dürener mit Karl-Heinz Schnellinger den zweiten und bis heute letzten deutschen Nationalspieler. Schnellinger nahm auch an der Weltmeisterschaft 1958 in Schweden teil, bei der die DFB-Elf den vierten Platz belegte.

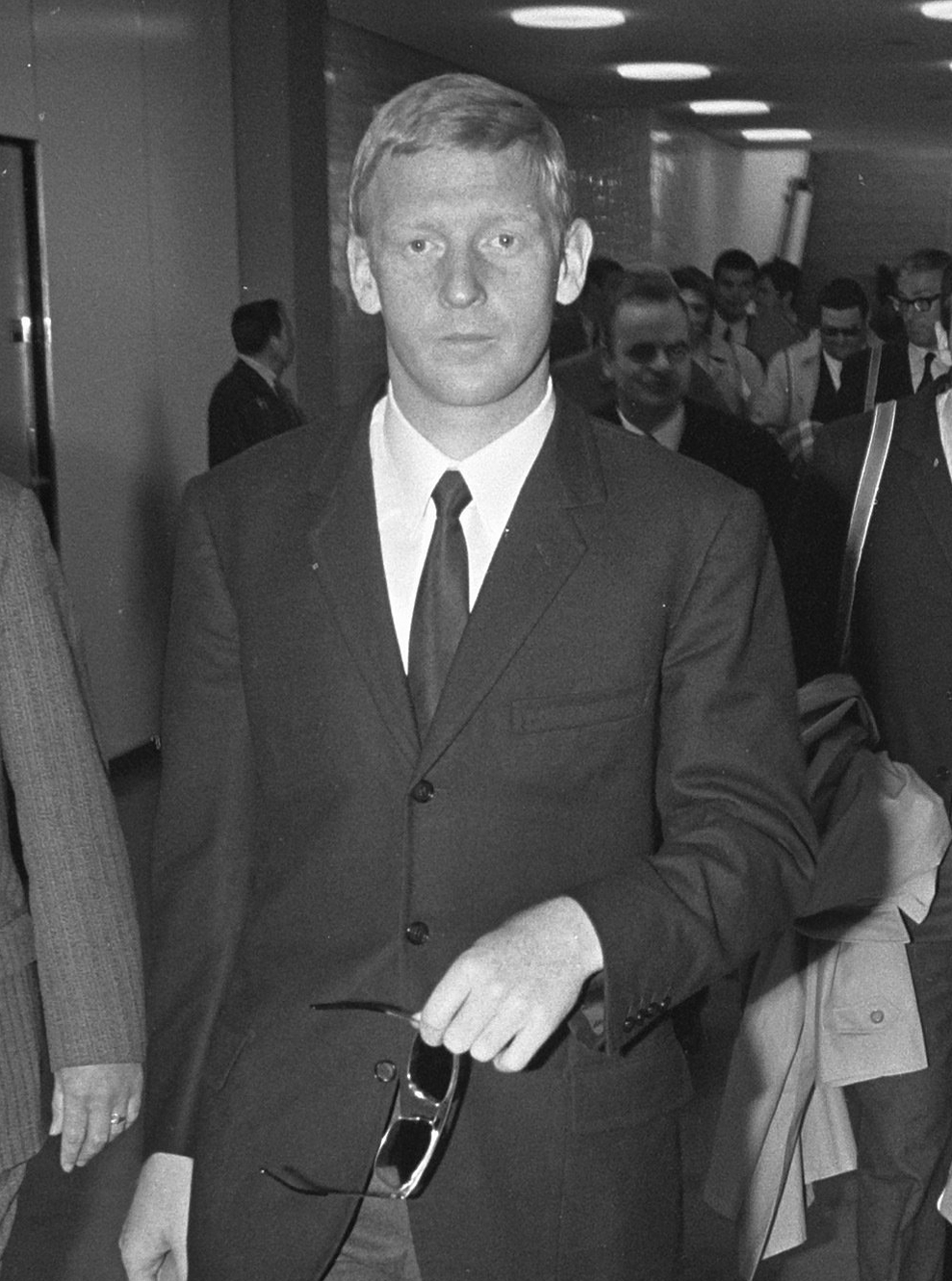
Karl-Heinz Schnellinger (1968)

Nach dem Turnier wechselte Schnellinger ebenfalls zum 1. FC Köln, während die Dürener am Ende der Saison 1958/59 in die Verbandsliga Mittelrhein absteigen mussten. 1963 sicherten sich die Dürener ihre dritte Mittelrheinmeisterschaft. Bei der westdeutschen Amateurmeisterschaft scheiterten die Dürener nach einer 0:1-Heimniederlage am Lüner SV und verpassten den Aufstieg in die Regionalliga West. Die vierte Mittelrheinmeisterschaft folgte dann in der Saison 1965/66. Allerdings verzichtete der Verein auf einen möglichen Aufstieg in die Regionalliga, wodurch Vizemeister Bonner SC an der Aufstiegsrunde teilnahm. Düren 99 nahm derweil an der deutschen Amateurmeisterschaft teil, wo die Mannschaft in der ersten Runde am TSV Amicitia Viernheim scheiterte. In den 1960er Jahren sorgten die 99er regelmäßig für Pokalüberraschungen. Bemerkenswert ist das Abschneiden im Westdeutschen Pokal in der Saison 1964/65, als mit Borussia Mönchengladbach und Herbert Laumen sowie Fortuna Düsseldorf zwei Regionalligisten auf der Westkampfbahn scheiterten. Der von Leo Engels trainierte Verbandsligist scheiterte erst am Regionalligisten und späteren Pokalfinalisten Alemannia Aachen. Am 27. Dezember 1964 unterlag die SG Düren 99 auf der schneebedeckten Westkampfbahn dem Klassenhöheren vor 9.000 Zuschauern mit 0:4, nachdem sie fast eine Stunde das Remis gehalten hatte.
Nach dem Pokalhöhenflug in den 1960ern rutschten die 99er ins Mittelmaß zurück und mussten 1974 als Tabellenletzter absteigen. Der Mannschaft gelang jedoch der direkte Wiederaufstieg in die Verbandsliga, ehe 1978 die Qualifikation für die neu geschaffene Oberliga Nordrhein verpasst wurde. Im Jahre 1983 errangen die 99er ihre fünfte Mittelrheinmeisterschaft und stiegen in die seinerzeit drittklassige Oberliga Nordrhein auf. Nach einem 13. Platz in der Saison 1984/85 folgte ein Jahr später der Abstieg in die Verbandsliga. Erfolgreicher lief es hingegen im Mittelrheinpokal, den die SG Düren im Jahre 1988 gewinnen konnte. Bei der daraus resultierenden zweiten Teilnahme am DFB-Pokal in der Saison 1988/89 verlor Düren mit 1:3 gegen Kickers Offenbach. Nach Jahren im Mittelfeld der Verbandsliga ging es 1993 für die Dürener in die Landesliga hinunter.

### SG Schwarz-Weiß und SG GFC
Durch die Fusion mit Schwarz-Weiß Düren im Jahre 2001 spielte die neue Mannschaft in der Bezirksliga und schaffte im Jahre 2005 den Aufstieg in die Landesliga. Allerdings folgte der direkte Wiederabstieg, ehe der Verein während der Bezirksligasaison 2006/07 die Mannschaft aus dem Spielbetrieb zurückzog. Die wieder eigenständigen 99er rutschten bis in die Kreisliga B hinab. Durch die Fusion mit dem GFC Düren 09 im Jahre 2011 trat die neu zusammengestellte Mannschaft in der Bezirksliga an. Im Jahre 2015 gelang dann der Aufstieg in die Landesliga. Drei Jahre später sicherte sich die SG GFC die Meisterschaft der Landesliga und sicherte damit dem neu gegründeten 1. FC Düren einen Startplatz in der Mittelrheinliga.

### Persönlichkeiten
Aus dem Verein gingen einige berühmte Sportler hervor oder gehörten dem Verein als Spieler oder Trainer an.
- Rolf Bierhoff
- Winfried Berkemeier
- Gert Engels
- Ralf Faber
- Wilfried Hannes
- Paul Heyeres
- Fritz Kerr
- Günter Kirch
- Harald Konopka
- Willi Krämer
- Willi Krieger
- Fritz Langner
- Michael Preisinger
- Helmut Richert
- Wolfgang Sandhowe
- Norbert Schmitz
- Karl-Heinz Schnellinger
- Georg Stollenwerk
- Werner Thelen
- Kurt Welsch

### Stadion

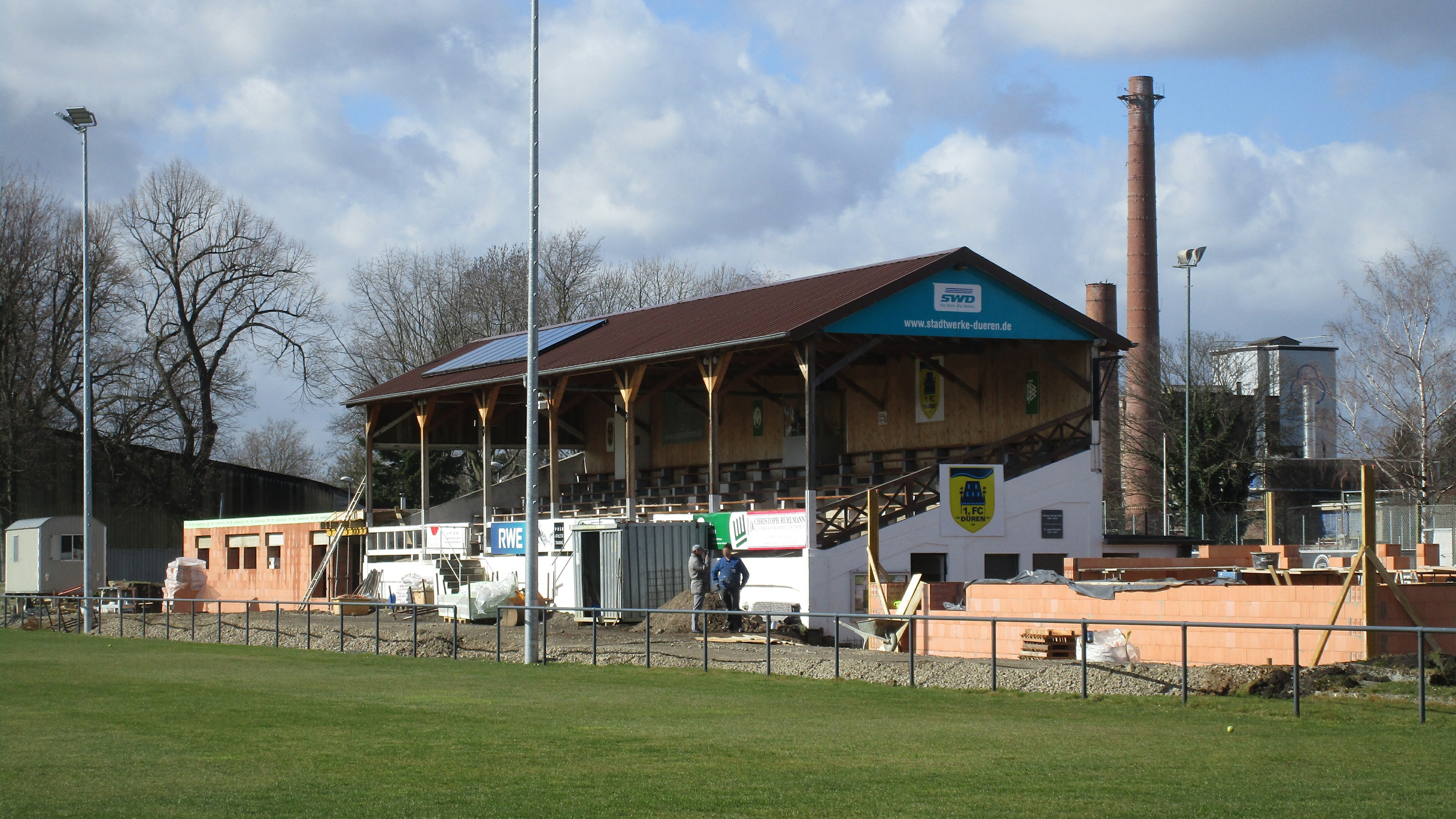
Westkampfbahn (2021)

Die SG Düren 99 trug ihre Heimspiele seit 1946 in der Westkampfbahn aus. Das Stadion wurde am 9. August 1914 vom Vorgängerverein SC Germania Düren eröffnet und bot bis in die 1970er Jahre ca. 15.000 Zuschauern Platz. Aktuell ist das Fassungsvermögen nach Modernisierung für 6.000 Zuschauer zugelassen. Der Zuschauerrekord wurde beim DFB-Pokalspiel gegen den 1. FC Kaiserslautern aufgestellt, als 15.000 Zuschauer das Spiel sahen. Vor 1946 spielte die SG Düren 99 im Stadion am Obertor.

## Weitere Abteilungen

### Handball
Am 22. November 1922 wurde im Dürener FC 03 eine Handballabteilung gegründet. Im Frühjahr 1924 folgte der SC Germania Düren. Die Handballer der SG Düren 99 stiegen im Jahre 1977 als Meister der Oberliga Mittelrhein in die drittklassige Regionalliga West auf. In den Spielzeiten 1979/80 und 1981/82 erreichten die Dürener jeweils den fünften Platz. 1990 stiegen die 99er als Tabellenletzter ab. Während der Saison 1981/82 qualifizierten sich die Dürener zum ersten und einzigen Mal für den DHB-Pokal, wo die Mannschaft in der ersten Runde dem THW Kiel mit 18:27 unterlag. Zwischen 2000 und 2011 bildeten die Dürener eine Spielgemeinschaft mit dem Gürzenicher TV. Im Jahre 2018 stiegen die Dürener in die Landesliga auf.

### Leichtathletik
Edda Trocha wurde 1973 und 1974 deutsche Meisterin im Weitsprung. Darüber hinaus wurde sie 1973 deutsche Hallenmeisterin im Weitsprung. Walter Ufer wurde 1921 deutscher Vizemeister im 1500-Meter-Lauf. Zwei Jahre später wurde Heinrich Mattonet deutscher Vizemeister im 100-Meter-Lauf. Ufer und Mattonet traten noch für Germania Düren an.